# Lucetia distincta
Lucetia distincta là một loài nhện trong họ Oonopidae.
Loài này thuộc chi Lucetia. Lucetia distincta được miêu tả năm 1983 bởi Dumitrescu & Georgescu.